# 杜进才
杜进才（Toh Chin Chye，1921年12月10日—2012年2月3日），是新加坡國父之一，前副总理、政治元老。出生于馬來聯邦霹雳州的太平。早年在家乡念书，后来前往新加坡萊佛士學院就讀，畢業後進入英国國家醫學研究院深造，並取得博士學位。

## 家庭背景
杜进才出生于普通的当地家庭：母亲目不识丁，父亲则是个只受过中学教育的书记。

## 政治生涯
1954年与新加坡前总理李光耀等人共同发起成立人民行动党，并在1954至1981年间任新加坡人民行动党中央执行委员会主席。1959年参选自治邦第1届立法议会选举，并当选梧槽区议员。接下来的6次大选，他都成功连任。
杜进才在内阁中先后当任多项要职，包括在1959至1968年间任副总理、1968至1975年间任科技部长，1975年至1981年任卫生部长。1981年卸下内阁职务及新加坡人民行动党中央执行委员会主席一职，并于1988年完全退出政坛。

## 个人評價
新加坡政治第一代建国领袖在完全退出政坛后大都选择低调、简朴的生活方式，没有活跃于社交圈中，也没有写自传，而拉惹勒南、吴庆瑞、杜进才等晚年又健康欠佳，而且都同样失去记忆，只有在他们相继去世时，年轻一代才从报道和各界的追悼中开始认识他们。
杜进才於壮年时期在行动党自我更新的政策下在1981年不被李光耀任命為內閣部長，李光耀曾提出外放他為駐倫敦最高專員，但杜進才為了女兒的教育不願意外放。他即使在後座议席上也积极扮演一个代议士的角色，对不少国策坦率发表谏言，对政府的施政起着鞭策作用，也为年轻一代没有经过政治大风大浪的议员立下很好的模范。李光耀在自傳中認為，杜進才因為被排擠出內閣而耿耿於懷，「於是與我(李光耀)與黨唱反調，稱不上對黨不忠，卻足以造成尷尬的局面。我實在不願意當眾讓他下不了台。」最令人印象深刻的是，他对行动党把技术官僚“空降”到政治职务上的做法不以为然，对公积金给雇主带来的沉重负担，也公开严厉批评。1979年，建国总理李光耀发起“讲华语运动”，当时的内阁成员的意见并不完全一致。李光耀在他最新的一本书《我一生的挑战——新加坡双语之路》中便提到，“某些内阁同僚在情感上并不支持这项政策”，其中包括杜进才，但是，华语运动一旦开展，杜进才还是以行动给予支持。
杜进才，担任27年的人民行动党创党主席。建国总理李光耀形容杜进才是一名“令人敬畏的斗士，新加坡失去了曾为正义与独立而战斗的一个重要历史人物”。